# 제트 (수학)
미분기하학에서 제트(영어: jet)는 어떤 매끄러운 함수 또는 단면의 테일러 급수를 유한 차수로 절단한 것이다. 제트는 제트 다발(영어: jet bundle)이라는 올다발의 단면을 이룬다. (그러나 제트가 아닌 제트 다발의 단면이 존재한다.)

## 정의
{\displaystyle n}차원 매끄러운 다양체 {\displaystyle M} 위의 올다발 {\displaystyle \pi \colon E\twoheadrightarrow M}이 주어졌다고 하자. 또한, {\displaystyle E}의 올 역시 {\displaystyle k}차원의 매끄러운 다양체라고 하자.
점 {\displaystyle x\in M}의 근방에 정의되는, {\displaystyle E}의 매끄러운 단면의 공간을 {\displaystyle \Gamma _{x}(E)}라고 표기하자.

### 제트
{\displaystyle E}의 두 매끄러운 국소 단면 {\displaystyle s,t\in \Gamma _{x}(E)}이 {\displaystyle x\in M}에서 같은 {\displaystyle r}차 제트(영어: {\displaystyle r}th jet)를 갖는다는 것은 다음과 동치이다.
임의의 {\displaystyle M}의 국소 좌표계 및 {\displaystyle E}의 국소 자명화 및 다중지표 {\displaystyle \alpha \in \mathbb {N} ^{n}}에 대하여, 만약 {\displaystyle |\alpha |\leq r}이라면 {\displaystyle \partial ^{\alpha }s|_{x}=\partial ^{\alpha }t|_{x}}
즉, {\displaystyle x\in M}에서의 {\displaystyle r}차 제트는 위 동치 관계에 대한 동치류이다. 매끄러운 국소 단면 {\displaystyle s\in \Gamma _{x}(E)}의 {\displaystyle x\in M}에서의 {\displaystyle r}차 제트를 {\displaystyle j_{x}^{r}s}로 표기한다.

### 제트 공간
임의의 {\displaystyle x\in M}에 대하여, {\displaystyle r}차 제트들의 집합 {\displaystyle J_{x}^{r}E}에는 다음과 같이
{\displaystyle \dim J_{x}^{r}E=k\sum _{i=0}^{r}{\binom {i+n-1}{i}}=k{\binom {r+n}{r}}}
차원의 매끄러운 다양체의 구조를 줄 수 있다. {\displaystyle M}의 {\displaystyle \pi (e)\in M}에서의 국소 좌표계 {\displaystyle (x^{1},\dots ,x^{n})} 및 이를 확장하는 {\displaystyle E}의 {\displaystyle e\in E}에서의 국소 좌표계 {\displaystyle (x^{1},\dots ,x^{n},e^{1},\dots ,e^{k})}가 주어졌다면,
{\displaystyle (\partial ^{\alpha }e^{i})_{\alpha \in \mathbb {N} ^{n},\;|\alpha |\leq r,\;i\in \{1,\dots ,k\}}}
는 {\displaystyle J_{x}^{r}E}의 국소 좌표계를 정의한다. {\displaystyle J_{x}^{r}E}를 {\displaystyle E}의 {\displaystyle r}차 제트 공간({\displaystyle r}次jet空間, 영어: {\displaystyle r}th jet space)이라고 한다.
{\displaystyle r}차 제트 공간에서 {\displaystyle s<r}차 제트 공간으로 가는 자연스러운 사영 사상이 존재한다.
{\displaystyle J_{x}^{r}E\to J_{x}^{s}E}
그러나 {\displaystyle s}차 제트 공간에서 {\displaystyle r>s}차 제트 공간으로 가는 포함 사상은 국소 좌표계에 의존하므로 자연스럽지 않다.

### 제트 다발
{\displaystyle M} 위에, {\displaystyle r}차 제트 공간 {\displaystyle J_{x}^{r}E}을 올로 하는 자연스러운 올다발을 정의할 수 있다. 이를 {\displaystyle r}차 제트 다발 {\displaystyle J^{r}E\twoheadrightarrow M}이라고 한다. 즉, 제트 다발 {\displaystyle J^{r}E}의 전체 공간은 {\displaystyle \textstyle n+k{\binom {r+n}{r}}}차원이다.
자연스러운 사영 {\displaystyle J^{r}E\twoheadrightarrow E}이 존재하므로, 이는 {\displaystyle E} 위의 올다발로도 여길 수 있다. 또한, 자연스러운 사상
{\displaystyle j^{r}\colon \Gamma _{x}(E)\to \Gamma _{x}(J^{r}E)}
{\displaystyle j^{r}\colon s\mapsto j^{r}s\qquad \forall s\in \Gamma _{x}(E)}
이 존재한다. {\displaystyle j^{r}s}를 {\displaystyle s}의 {\displaystyle r}차 제트 연장({\displaystyle r}次jet延長, 영어: {\displaystyle r}th jet prolongation)이라고 한다.
제트 연장 사상은 일반적으로 전사 함수가 아니다. 즉, 모든 제트는 제트 다발의 단면이지만, 제트가 아닌 제트 다발의 단면이 존재한다.

### 무한 제트 다발
제트 다발 사이에는 사영 사상
{\displaystyle J^{r}E\to J^{s}E\qquad (s<r)}
이 존재한다. 이에 대한 역극한
{\displaystyle J^{\infty }E=\varprojlim _{r}J^{r}E}
을 무한 제트 다발(영어: infinite jet bundle)이라고 한다. 이는 무한 차원이므로 매끄러운 다양체가 아니지만, 자연스럽게 미분학적 공간(영어: diffeological space)의 구조를 줄 수 있다.

### 편미분 방정식
매끄러운 다양체 위의 편미분 방정식의 개념은 제트 다발로 엄밀하게 다룰 수 있다. 구체적으로, 매끄러운 다양체 {\displaystyle M} 위의, 올다발 {\displaystyle E}의 단면에 대한 {\displaystyle r}차 편미분 방정식은 {\displaystyle r}차 제트 다발 {\displaystyle J^{r}E}의 매끄럽게 매장된 부분 다양체 {\displaystyle P\hookrightarrow J^{r}E}이다. 편미분 방정식 {\displaystyle P}의 해(解, 영어: solution)는 제트 연장 {\displaystyle j^{r}s\colon M\to J^{r}E}의 상 {\displaystyle j^{r}s(M)}이 {\displaystyle P}에 속하는, {\displaystyle E}의 매끄러운 단면 {\displaystyle s\in \Gamma (E)}이다.
{\displaystyle \operatorname {Sol} (P)=\{s\in \Gamma (E)\colon j^{r}s(M)\subseteq P\}}

### 변분 이중 복합체
무한 제트 다발 {\displaystyle J^{\infty }E}은 미분학적 공간(영어: diffeological space)의 구조를 가지므로, 그 위에 미분 형식을 정의할 수 있다. {\displaystyle J^{\infty }E} 위의 미분 형식 공간 {\displaystyle \Omega ^{n}J^{\infty }E}에서, 차수 {\displaystyle n=h+v}은 다음과 같은 두 성분으로 분해된다.
- {\displaystyle X} 방향의 차수 {\displaystyle h}. 이를 수평 차수(영어: horizontal degree)라고 한다.
- 무한 제트 다발의 올 {\displaystyle J_{e}^{\infty }E} 방향의 차수 {\displaystyle v}. 이를 수직 차수(영어: vertical degree)라고 한다.

따라서,
{\displaystyle \Omega ^{n}E=\bigoplus _{h+v=n}\Omega ^{h,v}J^{\infty }E}
가 된다. 이를 {\displaystyle E\twoheadrightarrow M}의 변분 이중 복합체(變分二重複合體, 영어: variational bicomplex)라고 한다. 또한, 미분 형식의 외미분 {\displaystyle \mathbf {d} } 역시 수평 방향 {\displaystyle d}와 수직 방향 {\displaystyle \delta }로 분해할 수 있다.
{\displaystyle \mathbf {d} =d+\delta }
{\displaystyle d\colon \Omega ^{h,v}J^{\infty }E\to \Omega ^{h+1,v}J^{\infty }E}
{\displaystyle \delta \colon \Omega ^{h,v}J^{\infty }E\to \Omega ^{h,v+1}J^{\infty }E}
이 구조는 변분법에서 핵심적인 역할을 한다.
예를 들어, {\displaystyle n}차원 시공간 {\displaystyle M} 위의 라그랑주 고전 장론을 변분 이중 복합체의 언어로 서술하면 다음과 같다. 우선, 장은 어떤 올다발 {\displaystyle E\twoheadrightarrow M}의 단면 {\displaystyle \phi \in \Gamma (E)}이 되고, 라그랑지언 밀도는 미분 형식 {\displaystyle {\mathcal {L}}(j^{\infty }\phi )\in \Omega ^{n,0}J^{\infty }E}이다. 이를 시공간 위에 적분하면 작용
{\displaystyle S=\int _{M}{\mathcal {L}}(j^{\infty }\phi )}
을 얻으며, 오일러-라그랑주 방정식은
{\displaystyle \delta L\in \operatorname {im} d}
{\displaystyle d\colon \Omega ^{n,1}J^{\infty }E\to \Omega ^{n,1}J^{\infty }E}
가 된다.

## 성질
올다발 {\displaystyle E\twoheadrightarrow M} 위의 변분 이중 복합체를 사용하여, 다음과 같은 오일러-라그랑주 복합체(영어: Euler–Lagrange complex)를 정의할 수 있다.
{\displaystyle 0\to \mathbb {R} \to \Omega ^{0,0}{\xrightarrow {d}}\Omega ^{1,0}{\xrightarrow {d}}\Omega ^{2,0}{\xrightarrow {d}}\cdots {\xrightarrow {d}}\Omega ^{n,0}\to {\mathcal {F}}^{1}(J^{\infty }E){\xrightarrow {\delta }}F^{2}(J^{\infty }E)\to \cdots }
여기서
{\displaystyle {\mathcal {F}}^{v}(E)=\Omega ^{n,v}/d(\Omega ^{n-1,s})}
는 {\displaystyle \Omega ^{\bullet ,\bullet }}을 0번째 쪽으로 하는 스펙트럼 열의 1번째 쪽의 성분이며, 자연스럽게 포함 관계
{\displaystyle {\mathcal {F}}^{v}(E)\hookrightarrow \Omega ^{n,v}}
가 존재한다.
오일러-라그랑주 복합체는 공사슬 복합체를 이루며, 그 코호몰로지는 올다발의 전체 공간 {\displaystyle E}의 드람 코호몰로지와 동형이다.

## 예

### 0차 제트
임의의 올다발
{\displaystyle E\twoheadrightarrow M}
의 0차 제트 다발은 {\displaystyle E}이다.
{\displaystyle J^{0}E=E}
즉, 0차 제트 연장은 항등 함수이다.
{\displaystyle j^{0}s=s\qquad \forall s\in \Gamma (E)}

### 자명한 올다발의 1차 제트
자명한 올다발
{\displaystyle E=M\times N\twoheadrightarrow M}
의 1차 제트 다발을 생각하자. 자명한 올다발의 매끄러운 단면은 매끄러운 함수와 같다.
{\displaystyle \Gamma (E)={\mathcal {C}}^{\infty }(M;N)}
매끄러운 함수 {\displaystyle f\colon M\to N}의 1차 제트는 함수의 미분이다.
{\displaystyle j_{x}^{1}f=Df(x)\in T_{x}^{*}M\otimes T_{f(x)}N}
여기서 {\displaystyle T^{*}M} 및 {\displaystyle TN}은 각각 공변접다발과 접다발이다.
따라서, 자명한 올다발의 1차 제트 다발은
{\displaystyle J^{1}E=\operatorname {pr} _{M}^{*}T^{*}M\otimes \operatorname {pr} _{N}TN}
이다. 여기서
{\displaystyle \operatorname {pr} _{M}\colon M\times N\twoheadrightarrow M}
{\displaystyle \operatorname {pr} _{N}\colon M\times N\twoheadrightarrow N}
는 곱공간의 자연스러운 사영 사상이며, {\displaystyle \operatorname {pr} _{M}^{*}}은 이러한 사영 사상에 대한 벡터 다발의 당김이다.
특히, {\displaystyle M=\mathbb {R} ^{n}}일 경우
{\displaystyle J^{1}E=\mathbb {R} ^{n}\times (TN)^{\otimes n}}
이며, 반대로 {\displaystyle N=\mathbb {R} ^{k}}일 경우
{\displaystyle J^{1}E=(T^{*}M)^{\otimes k}\times \mathbb {R} ^{k}}
이다. 후자에서 {\displaystyle k=1}인 경우는 자연스럽게 접촉다양체를 이룬다. 구체적으로, {\displaystyle T^{*}M\times \mathbb {R} }의 국소 좌표계 {\displaystyle (x^{i},p_{i},t)}를 잡는다면, 접촉 형식은 다음과 같다.
{\displaystyle dt+\sum _{i}p_{i}dx^{i}}

### 일반적 올다발의 1차 제트
올과 밑공간이 매끄러운 다양체인 올다발
{\displaystyle \pi \colon E\twoheadrightarrow M}
{\displaystyle \dim M=n}
{\displaystyle \dim E=n+k}
을 생각하자. 이 경우, 올다발의 접다발 {\displaystyle TE}의 자연스러운 부분 다발인 수직 다발(영어: vertical bundle) {\displaystyle VE}를 다음과 같이 정의할 수 있다.
{\displaystyle V_{e}E=T_{e}E_{\pi (e)}}
즉, 올다발 {\displaystyle E}의 수직 다발 {\displaystyle VE}의 올 {\displaystyle V_{e}E}는 {\displaystyle E}의 올의 접공간이다.
{\displaystyle VE}는 {\displaystyle E} 위의 {\displaystyle k}차원 벡터 다발을 이룬다.
그렇다면, {\displaystyle E\twoheadrightarrow M} 위의 1차 제트 다발은 ({\displaystyle E} 위의 올다발로서) 다음과 같다.
{\displaystyle J^{1}E=VE\otimes _{E}\pi ^{*}T^{*}M}
{\displaystyle \dim J^{1}E=nk+k+n}
{\displaystyle J^{1}E\twoheadrightarrow E}의 단면 {\displaystyle \theta }는 ({\displaystyle \pi ^{*}T^{*}M\subset T^{*}E}이므로) {\displaystyle E} 위의 {\displaystyle VE}값의 1차 미분 형식을 정의한다. 또한, {\displaystyle \theta }를 다발 사상 {\displaystyle TE\to VE\subset TE}로 생각할 수 있다. 만약 이 다발 사상이 (각 올에서) 사영작용소를 이룰 경우, 그 핵 {\displaystyle \ker \theta \subset TE}는 {\displaystyle E} 위의 에레스만 접속을 이룬다. 즉,
{\displaystyle TE=\ker \theta \oplus VE}
가 되어, {\displaystyle \ker \theta }를 수평 다발로 여길 수 있다.

### 피복 공간의 제트
{\displaystyle n\in \mathbb {Z} ^{+}\cup \{\infty \}}겹 피복 공간
{\displaystyle E\twoheadrightarrow M}
은 올이 {\displaystyle n}개의 점의 이산 공간인 올다발이다. 이 경우, {\displaystyle E\twoheadrightarrow M}의 (충분히 작은) 매끄러운 국소 단면은 올의 한 점을 고르는 것과 같으며, 국소 자명화 아래 국소 단면은 국소 상수 함수가 되므로 임의의 {\displaystyle r}에 대하여 {\displaystyle r}차 제트는 0차 제트와 같은 정보를 담는다. 다시 말해,
{\displaystyle E=J^{0}E=J^{1}E=J^{2}E=\cdots }
가 된다.

## 역사
제트의 개념은 샤를 에레스만이 도입하였다.

## 같이 보기
- 제트 군